# Hemerobius cruciatus
Hemerobius cruciatus là một loài côn trùng trong họ Hemerobiidae thuộc bộ Neuroptera. Loài này được Linnaeus miêu tả năm 1768.